# Spelin
Spelin je umjetni jezik, volapukid (jezik nastao kao reforma ili pod utjecajem Volapüka), kojega je 1888. godine smislio Juraj Bauer (ili Georg Bauer), bivši volapukist iz Zagreba. Jezik se krajem devetnaestog stoljeća jedno vrijeme smatrao ozbiljnim konkurentom Esperantu, poglavito u Sjedinjenim Američkim Državama, ali nikada zapravo nije vidio neku ozbiljniju uporabu.

## Primjeri
Derivacija riječi: 
yaz - čovjek 
yoz - žena
yuz - dijete
Brojevi od jedan do deset:
| 1  | 2  | 3  | 4  | 5  | 6  | 7  | 8  | 9  | 10  |
| ik | ek | ak | in | en | an | ip | ep | ap | iks |
| -- | -- | -- | -- | -- | -- | -- | -- | -- | --- |

Oče naš:
Pat isel, ka bi ni sielœs!
Nom el zi bi santed!
Klol el zi komi!
Vol el zi bi faked, kefe ni siel, efe su sium!
Givi ide bod isel desel is.
Fegivi dobœe isel, kefe tet is fegivis tu yadobœs isel,
et nen duki is ni tantœ, bœt libi is de mal.

## Wikipoveznice
- Esperanto
- Volapük

## Vanjske poveznice
- Histoire de la langue universelle - Povijest općeg jezika, knjiga koja na 170. stranici sadrži opis Spelina